# Adriaen van Utrecht

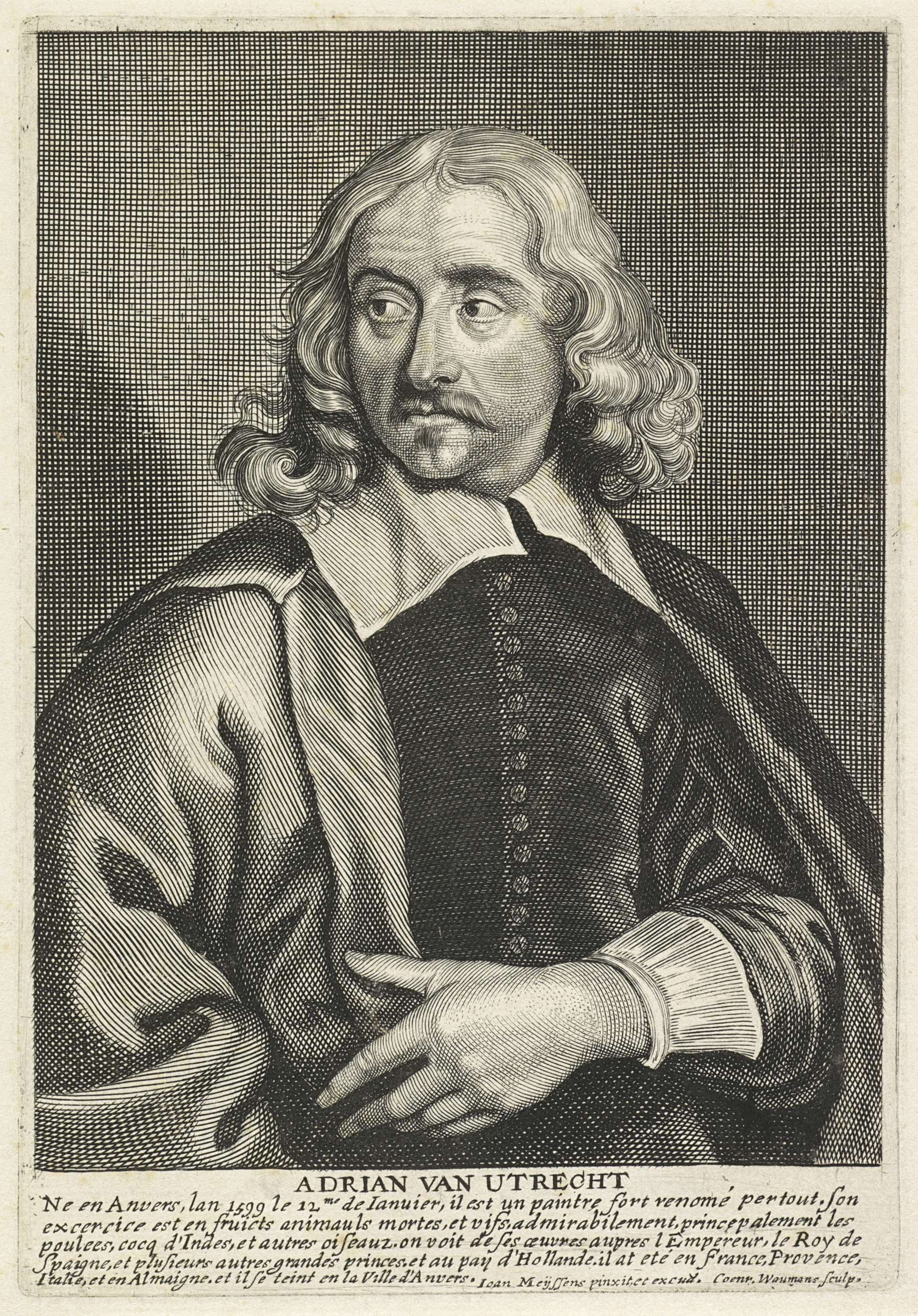
Adriaen van Utrecht (Porträt)

Adriaen van Utrecht (* 1599 in Antwerpen; † 1652 ebenda) war ein flämischer Stilllebenmaler.

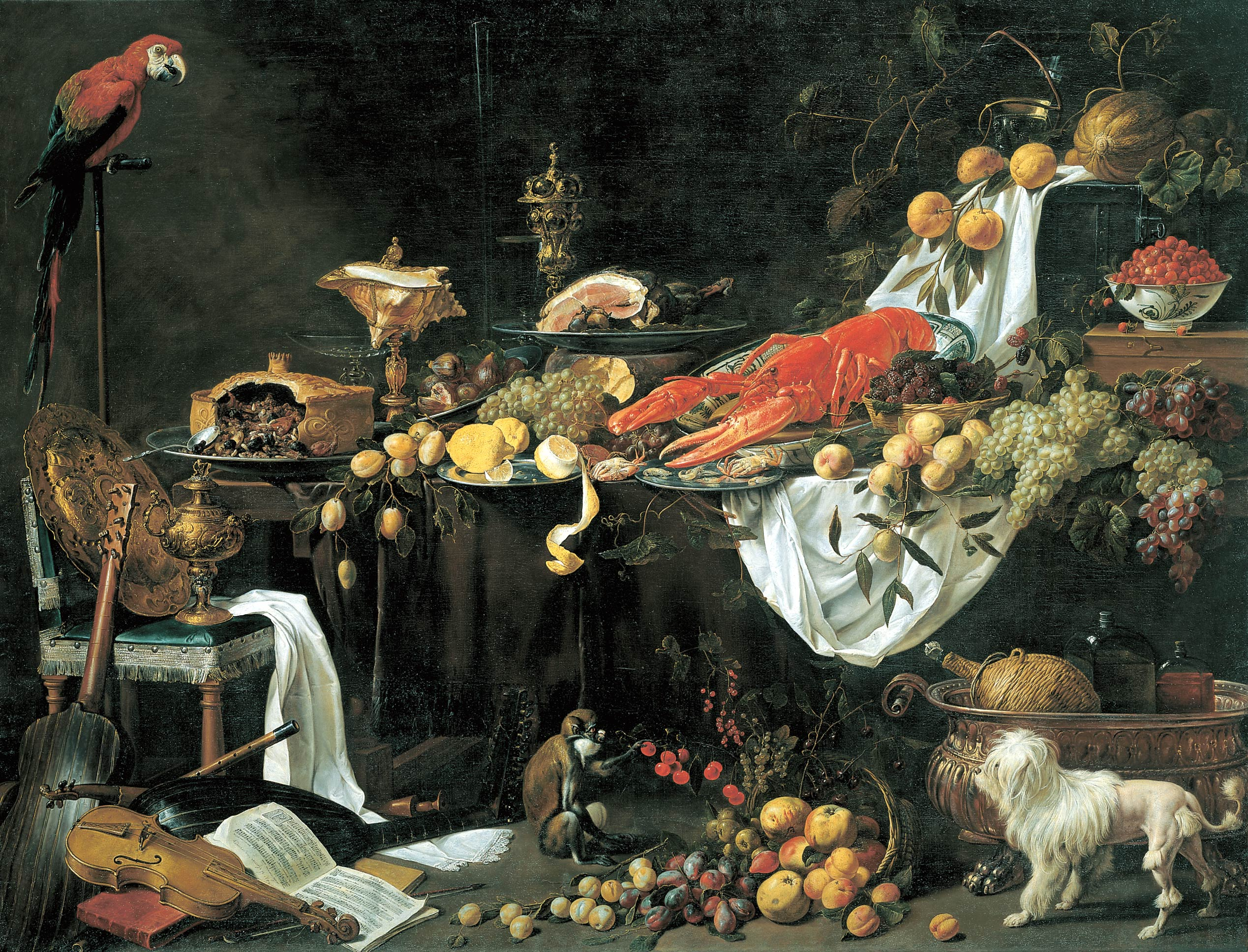
Prunkstillleben mit Papagei, Äffchen und Hund, 1644, Öl auf Leinwand, 185 × 242,5 cm, Rijksmuseum, Amsterdam